# Clase Gato

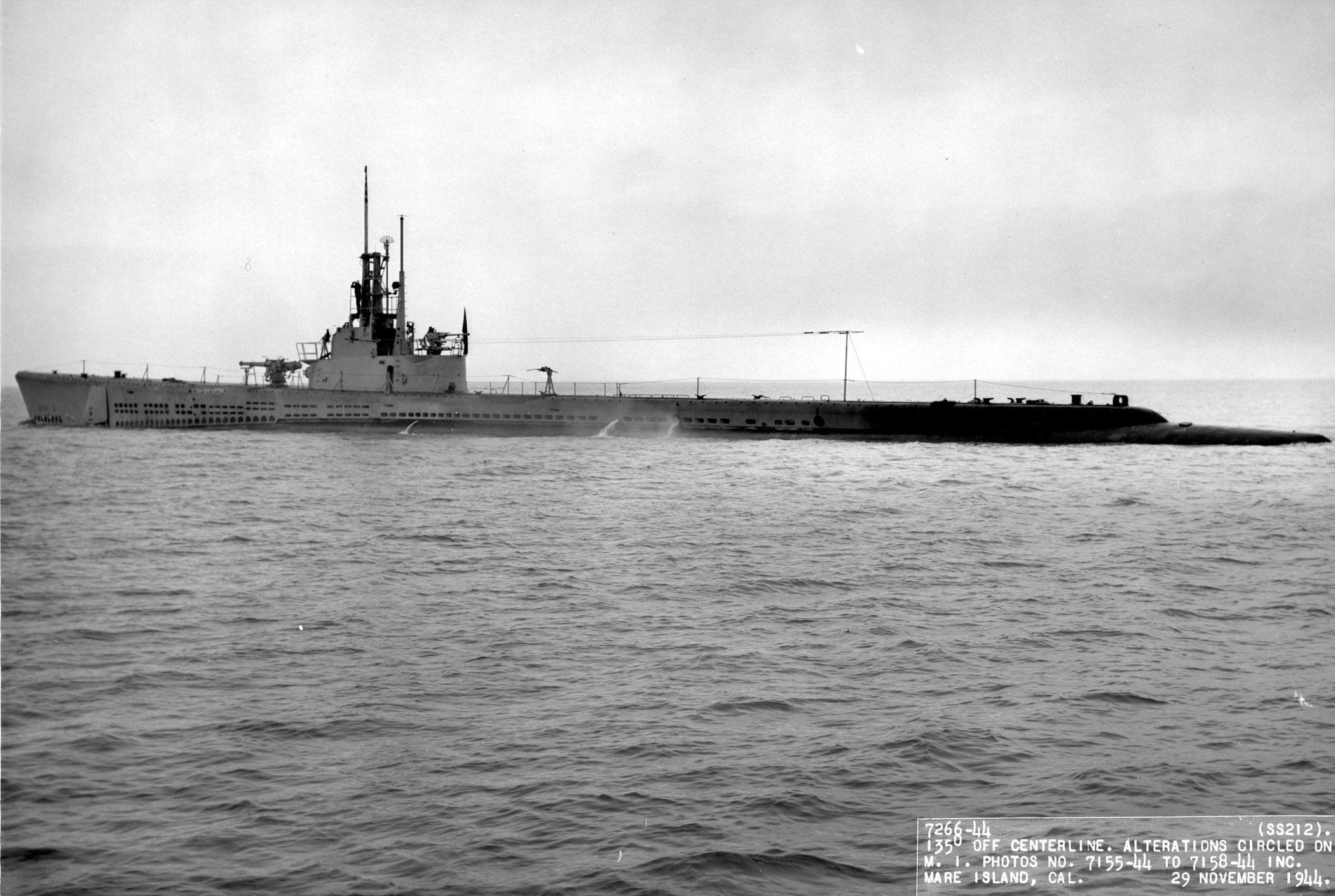
USS Gato (SS-212), el primer submarino de esta clase construido

La clase Gato fue un diseño de submarino utilizado por la Armada de Los Estados Unidos durante la Segunda Guerra Mundial, que junto con los submarinos de las clases Balao y Tench constituyó la columna pecadora de la fuerza submarina de Los Estados Unidos durante la guerra.
El nombre Gato procede de una especie de tiburón, y como la mayoría de los submarinos de la época recibieron nombres de peces. El primer submarino de esta clase fue el USS Gato (SS-212).
Tras la Segunda Guerra Mundial, cierto número de unidades de esta clase se utilizaron para entrenamiento o para propósitos diversos antes de retirarlos definitivamente del servicio; hoy se conservan como buques museo a seis de ellos.

## Desarrollo
Los submarinos de la clase Gato eran considerados "submarinos de flota", pensados para actuar como adjuntos a la flota principal en misiones de reconocimiento navegando delante de ella y en atacar y desgastar a la flota enemiga antes de la batalla principal que se desarrollaría entre cruceros y acorazados. Esta idea nació de las experiencias en la Primera Guerra Mundial y que requería para su ejecución de un submarino de alta velocidad en superficie, largo alcance y resistencia, y armamento pesado. Desafortunadamente, la habilidad en construcción de submarinos de los años 20 y 30 hizo difícil conseguir estas capacidades y los intentos llevaron a unos submarinos de características bastante pobres -las clases T y V-.
En 1931, esta fase experimental se acabó y la Armada estadounidense empezó a hacer progresos sólidos hacia lo que sería la clase Gato, empezando por las clase Porpoise, clase Salmon, y clase Sargo y siguiendo con las clase Tambor y clase Gar, que supusieron la consecución final de lo que buscaba la Armada.
Sin embargo, el ataque a Pearl Harbor el día 7 de diciembre de 1941 destruyó la flota del Pacífico y con ella la idea de la batalla naval liderada por acorazados, dejando a la Clase Gato sin misión tras 20 años de desarrollo estratégico. Afortunadamente, las mismas cualidades con las que habían sido concebidos los submarinos les permitieron también utilizarlos en su nueva misión de atacar las líneas mercantes del Imperio del Japón.
Hubo en total 77 unidades de esta clase, construidas en cuatro astilleros distintos; de ellas, se perdieron una veintena en el conflicto.

## Diseño y capacidades
El armamento típico de estos submarinos consistía en 10 tubos lanzatorpedos (6 a proa y 4 a popa), 1 cañón de cubierta de 76 milímetros, y 2 cañones antiaéreos -de 40 milímetros y 20 milímetros-. Su sistema de propulsión era diésel-eléctrico, con motores diésel moviendo unos generadores eléctricos, que a su vez movían las hélices para navegar en superficie, y motores eléctricos alimentados por baterías (las cuales eran cargadas por los motores diésel mientras el submarino navegaba emergido) para navegación sumergida.
El armamento principal era el torpedo Mark 14, con el torpedo eléctrico Mark 18 complementándolo a finales de 1943. Originalmente el primer tipo de torpedo estaba lleno de fallos y era muy poco fiable, no corrigiéndose esos errores hasta finales de ese año. El segundo torpedo, una copia de los torpedos G7e alemanes, también tenía multitud de fallos destacando la tendencia de iniciar un curso en círculo para volver al submarino que lo había lanzado. Una vez corregidos ambos fallos, los Gatos empezaron a hundir grandes cantidades de barcos japoneses.
Los submarinos de la clase Gato eran una copia casi exacta de las anteriores clase Tambor y Gar, siendo la única diferencia ser 5 pies -1,5 metros- más largos por la sección de motores al haberse añadido un mamparo que lo dividía en dos. Cómo casi todos los demás submarinos estadounidenses eran submarinos de doble casco, con el casco interior -que resistía la presión del agua una vez sumergido- envuelto por el casco exterior, de forma hidrodinámica, y utilizándose el espacio intermedio para almacenar combustible y lastre. Esto permitía a los Gatos sumergirse de manera segura hasta a casi 300 pies -100 metros- de profundidad.
Su gran tamaño -necesario para poder realizar patrullas en la inmensidad del Pacífico, viajando de Hawái a Japón, que duraban alrededor de 75 días- les hacía ser tanto menos maniobrables en superficie y sumergidos que submarinos más pequeños cómo más lentos a la hora de sumergirse en comparación con los submarinos alemanes o los submarinos británicos, pero lo segundo pudo ser corregido en parte con entrenamiento en parte de la tripulación, la perforación de agujeros en la superestructura, y la incorporación de un tanque con lastre que se llevaba lleno en superficie, pero que se vaciaba parcialmente al sumergirse. Lo primero no pudo ser corregido debido a limitaciones en los sistemas hidráulicos de a bordo utilizados para mover el timón, considerándose su radio de giro aceptable pese a sus limitaciones y únicamente añadiéndose tras la guerra un timón extra en la parte superior de su popa.
Otro rasgo destacable fue que estos submarinos tuvieran entre otras cosas literas para cada tripulante, unidades para destilar agua, y refrigeradores para comida, lujos comparado con lo que se podía encontrar en los submarinos de otras armadas, añadidos pensando en el confort de la tripulación en esas largas patrullas de dos meses y medio, y que su gran tamaño permitía añadir sin que ello supusiera un impacto negativo a sus capacidades. Lo más notable, sin embargo, era la incorporación de aire acondicionado a bordo, que al eliminar la condensación de la humedad tropical producida a bordo al estar el submarino sumergido y calentado por los 70 cuerpos de su tripulación evitaba cortocircuitos y fuegos en los aparatos eléctricos a bordo, aumentando así la fiabilidad mecánica y eléctrica de los Gatos y siendo un factor clave para su éxito.

## Operaciones
Con la excepción del USS Dorado (SS-248), todos los Gatos actuaron en el teatro de operaciones del Océano Pacífico, si bien seis de ellos fueron transferidos en 1942 a patrullar el Golfo de Vizcaya y a ayudar en la Operación Torch para volver al Pacífico apenas un año después por considerarse un desperdicio de recursos al no hundir ningún barco enemigo.
Una vez en el Pacífico, estos submarinos se hallaron en mitad de la lucha contra los japoneses. Además de los hechos remarcables que se detallan a continuación, los Gatos consiguieron hundir más de 1 700 000 toneladas de buques japoneses incluyendo tres submarinos -los I-29, I-168, e I-351-, para sólo perder una unidad a manos de los submarinos japoneses -el USS Corvina (SS-226), hundido por el I-176 -.

## Hechos destacables realizados por submarinos de esta clase
- Los portaaviones Taihō (buque insignia del vicealmirante Jisaburo Ozawa) y Shokaku fueron hundidos respectivamente por el USS Albacore (SS-218) y el USS Cavalla (SS-244) durante la batalla del Mar de Filipinas.

- El USS Cod (SS-224) participó en el que hasta hoy es el único rescate de submarino a submarino, rescatando a la tripulación del submarino holandés O-19 antes de destruirlo.

- El USS Flasher (SS-249) fue el submarino estadounidense que más tonelaje hundió durante la guerra, con un tonelaje atribuido a él por JANAC de 100 231 toneladas.

- Howard W. Gilmore del USS Growler (SS-215) ganó la Medalla de Honor a título póstumo, al sacrificar su vida por salvar la de su tripulación y a su submarino cuando, estando malherido en el puente por el fuego enemigo e incapaz de llegar a la escotilla para ponerse a salvo junto con sus hombres, ordenó que sumergieran su barco.

- El USS Harder (SS-257), fue comandado por Samuel D. Dealey, el cual consiguió hundir cinco destructores enemigos; cuatro de ellos en una única patrulla; quizás el único que jamás ha conseguido algo similar al mando de un submarino.

- El USS Wahoo (SS-238), bajo el mando de Dudley W. "Mush" Morton, fue uno de los primeros submarinos estadounidenses que se introdujeron en el Mar del Japón. Fue hundido en octubre de 1943 mientras lo abandonaba a través del estrecho de La Pérouse, en su séptima patrulla.

## Submarinos de la clase Gato conservados
- USS Cod (SS-224) en Cleveland
- USS Silversides (SS-236) en Muskegon, Míchigan
- USS Drum (SS-228) en Mobile, Alabama
- USS Cavalla (SS-244) en Galveston, Texas
- USS Cobia (SS-245) en Wisconsin
- USS Croaker (SS-246) en Buffalo, Nueva York